# Kirchheim (Baixa Francónia)
Kirchheim é um município da Alemanha, situado no distrito de Würzburgo, no estado da Baviera. Tem 18,99 km² de área, e sua população em 2019 foi estimada em 2.126 habitantes.